# Liste des monuments historiques de l'arrondissement de La Flèche

Localisation de l'arrondissement de la Flèche en Sarthe.

Cet article recense les monuments historiques de l'arrondissement de La Flèche, dans le département de la Sarthe, en France.

## Généralités
L'arrondissement de La Flèche regroupe le sud de la Sarthe. Il comprend environ un tiers des protections du département.
- Haut – A
- B
- C
- D
- E
- F
- G
- H
- I
- J
- K
- L
- M
- N
- O
- P
- Q
- R
- S
- T
- U
- V
- W
- X
- Y
- Z

## Liste
| Monument                                                       | Commune                       | Adresse                                      | Coordonnées                        | Notice                        | Protection            | Date                | Illustration                                                   |
| -------------------------------------------------------------- | ----------------------------- | -------------------------------------------- | ---------------------------------- | ----------------------------- | --------------------- | ------------------- | -------------------------------------------------------------- |
| Château des Bordeaux                                           | Amné                          | Les Bordeaux                                 | 48° 01′ 30″ nord, 0° 03′ 16″ ouest | « PA00109659 »                | Inscrit               | 1984                | Image manquante Téléverser                                     |
| Manoir de la Danière                                           | Amné                          | La Danière                                   | 48° 03′ 15″ nord, 0° 01′ 48″ ouest | « PA72000027 »                | Inscrit               | 2003                | Image manquante Téléverser                                     |
| Château de Malicorne-sur-Sarthe bois de chasse du château      | Arthezé                       |                                              | 47° 48′ 00″ nord, 0° 05′ 45″ ouest | « PA00109661 »                | Inscrit               | 1986                | Château de Malicorne-sur-Sarthebois de chasse du château       |
| Château de Moulinvieux communs, pigeonnier, parc               | Asnières-sur-Vègre            | Moulinvieux                                  | 47° 53′ 31″ nord, 0° 14′ 00″ ouest | « PA00109994 » « IA00058058 » | Inscrit               | 1989                | Château de Moulinvieuxcommuns, pigeonnier, parc                |
| Cour de justice d'Asnières-sur-Vègre tour, escalier            | Asnières-sur-Vègre            | 6 rue du Temple                              | 47° 53′ 19″ nord, 0° 14′ 09″ ouest | « PA00109662 » « IA00058057 » | Classé                | 1991                | Cour de justice d'Asnières-sur-Vègretour, escalier             |
| Église Saint-Hilaire d'Asnières-sur-Vègre                      | Asnières-sur-Vègre            | Place de l'Église                            | 47° 53′ 21″ nord, 0° 14′ 06″ ouest | « PA00109663 » « IA00058053 » | Classé                | 1979                | Église Saint-Hilaire d'Asnières-sur-Vègre                      |
| Manoir des Claies logis                                        | Asnières-sur-Vègre            | Les Claies                                   | 47° 53′ 55″ nord, 0° 14′ 25″ ouest | « PA72000001 »                | Inscrit               | 1996                | Manoir des Claieslogis                                         |
| Vieux pont sur la Vègre                                        | Asnières-sur-Vègre            | C.R. 4                                       | 47° 53′ 22″ nord, 0° 14′ 02″ ouest | « PA00109664 » « IA00058077 » | Inscrit               | 1984                | Vieux pont sur la Vègre                                        |
| Manoir de Champmarin chapelle, tour                            | Aubigné-Racan                 | Champmarin                                   | 47° 41′ 41″ nord, 0° 16′ 50″ est   | « PA00109666 »                | Inscrit               | 1978                | Image manquante Téléverser                                     |
| Site archéologique de Cherré complexe antique                  | Aubigné-Racan                 | R.D. 305 R.D. 188                            | 47° 39′ 37″ nord, 0° 14′ 08″ est   | « PA00110006 »                | Inscrit               | 1991                | Site archéologique de Cherrécomplexe antique                   |
| Site archéologique de Cherré théâtre gallo-romain              | Aubigné-Racan                 | R.D. 305 R.D. 188                            | 47° 39′ 48″ nord, 0° 14′ 10″ est   | « PA00109667 »                | Classé                | 1982                | Site archéologique de Cherréthéâtre gallo-romain               |
| Camp retranché d'Auvers-le-Hamon                               | Auvers-le-Hamon               | Rimer                                        | 47° 55′ 56″ nord, 0° 20′ 38″ ouest | « PA00109668 » « IA00058123 » | Classé                | 1976                | Image manquante Téléverser                                     |
| Église Saint-Pierre d'Auvers-le-Hamon                          | Auvers-le-Hamon               | Place de l'Église                            | 47° 54′ 10″ nord, 0° 21′ 02″ ouest | « PA00109669 » « IA00058085 » | Inscrit               | 1978                | Église Saint-Pierre d'Auvers-le-Hamon                          |
| Manoir de Pantigné                                             | Auvers-le-Hamon               | Pantigné                                     | 47° 55′ 30″ nord, 0° 21′ 06″ ouest | « PA00109670 » « IA00058092 » | Inscrit               | 1989                | Manoir de Pantigné                                             |
| Pont muletier du moulin Fresnay                                | Auvers-le-Hamon               | Le Moulin de Fresnay                         | 47° 54′ 03″ nord, 0° 24′ 15″ ouest | « PA00109671 » « IA00058129 » | Inscrit               | 1984                | Image manquante Téléverser                                     |
| Château de Martigné escalier, salon, décor intérieur           | Avessé                        | Martigné                                     | 47° 56′ 23″ nord, 0° 15′ 10″ ouest | « PA00109672 »                | Inscrit               | 1990                | Château de Martignéescalier, salon, décor intérieur            |
| Château de Dobert                                              | Avoise                        | Château de Dobert                            | 47° 52′ 25″ nord, 0° 14′ 07″ ouest | « PA00109995 » « IA00058140 » | Inscrit               | 1989                | Château de Dobert                                              |
| Manoir de la Perrine de Cry                                    | Avoise                        | La Perrigne de Crix                          | 47° 52′ 00″ nord, 0° 12′ 43″ ouest | « PA00109674 » « IA00058143 » | Inscrit               | 1926                | Manoir de la Perrine de Cry                                    |
| Vieille Tour                                                   | Avoise                        | Rue Creuse                                   | 47° 51′ 57″ nord, 0° 12′ 21″ ouest | « PA00109675 » « IA00058137 » | Inscrit               | 1926                | Vieille Tour                                                   |
| Église Saint-Pierre du Bailleul décor intérieur                | Le Bailleul                   | Place de la Mairie                           | 47° 46′ 04″ nord, 0° 09′ 42″ ouest | « PA72000033 »                | Inscrit               | 2007                | Église Saint-Pierre du Bailleuldécor intérieur                 |
| Château de la Barbée                                           | Bazouges Cré sur Loir         | La Barbée                                    | 47° 40′ 42″ nord, 0° 10′ 54″ ouest | « PA00110007 » « IA72000148 » | Inscrit               | 1991                | Château de la Barbée                                           |
| Château de Bazouges                                            | Bazouges Cré sur Loir         | Château de Bazouges                          | 47° 41′ 15″ nord, 0° 10′ 00″ ouest | « PA00109677 » « IA72000149 » | Classé Inscrit        | 1928 1994           | Château de Bazouges                                            |
| Église Saint-Aubin de Bazouges-sur-le-Loir                     | Bazouges Cré sur Loir         | Place Saint-Aubin                            | 47° 41′ 20″ nord, 0° 10′ 07″ ouest | « PA00109678 » « IA72000142 » | Classé                | 1862                | Église Saint-Aubin de Bazouges-sur-le-Loir                     |
| Église Saint-Pierre-et-Saint-Paul de Beaumont-sur-Dême         | Beaumont-sur-Dême             | Place de l'Église                            | 47° 41′ 36″ nord, 0° 34′ 11″ est   | « PA00109683 »                | Inscrit               | 1950                | Image manquante Téléverser                                     |
| Église Notre-Dame de Beaumont-Pied-de-Bœuf                     | Beaumont-Pied-de-Bœuf         | Place du 8-Mai                               | 47° 45′ 36″ nord, 0° 24′ 05″ est   | « PA00109679 »                | Inscrit               | 1926 2015           | Église Notre-Dame de Beaumont-Pied-de-Bœuf                     |
| Manoir de la Faverie                                           | Beaumont-Pied-de-Bœuf         | La Faverie                                   | 47° 44′ 18″ nord, 0° 24′ 17″ est   | « PA00109680 »                | Inscrit               | 1926                | Manoir de la Faverie                                           |
| Menhir du Perray                                               | Beaumont-Pied-de-Bœuf         | Le Perray                                    | 47° 46′ 11″ nord, 0° 23′ 12″ est   | « PA00109681 »                | Inscrit               | 1984                | Menhir du Perray                                               |
| Tour                                                           | Beaumont-Pied-de-Bœuf         | 2 rue de la Tour                             | 47° 45′ 26″ nord, 0° 24′ 09″ est   | « PA00109682 »                | Inscrit               | 1926                | Tour                                                           |
| Église Saint-Martin de la Bruère-sur-Loir                      | La Bruère-sur-Loir            | V.C. 6                                       | 47° 39′ 03″ nord, 0° 20′ 53″ est   | « PA00109694 »                | Classé                | 1912                | Église Saint-Martin de la Bruère-sur-Loir                      |
| Château de Brûlon motte, douves                                | Brûlon                        | Rue de la Douve Rue du Pavé                  | 47° 57′ 57″ nord, 0° 13′ 59″ ouest | « PA00135558 »                | Inscrit               | 1995                | Château de Brûlonmotte, douves                                 |
| Château de Bénéhard                                            | Chahaignes                    | Bénéhard                                     | 47° 45′ 59″ nord, 0° 31′ 55″ est   | « PA00109695 »                | Classé                | 1987                | Château de Bénéhard                                            |
| Château du Haut-Rasné                                          | Chahaignes                    | Le Haut-Rasné                                | 47° 44′ 48″ nord, 0° 31′ 15″ est   | « PA00109696 »                | Inscrit               | 1984                | Image manquante Téléverser                                     |
| Château de la Jaille                                           | Chahaignes                    | La Jaille                                    | 47° 44′ 40″ nord, 0° 30′ 57″ est   | « PA00109697 »                | Inscrit               | 1966                | Château de la Jaille                                           |
| Menhir de Gobianne                                             | Chahaignes                    | Gobianne                                     | 47° 44′ 34″ nord, 0° 29′ 23″ est   | « PA00109698 » « PA00110065 » | Inscrit               | 1984                | Menhir de Gobianne                                             |
| Église Saint-Georges de Villedieu                              | Chantenay-Villedieu           | Villedieu                                    | 47° 56′ 21″ nord, 0° 09′ 52″ ouest | « PA00109702 »                | Inscrit               | 1984                | Église Saint-Georges de Villedieu                              |
| Château des Gringuenières                                      | La Chapelle-d'Aligné          | Les Gringuenières                            | 47° 43′ 46″ nord, 0° 13′ 11″ ouest | « PA00132710 » « IA72000180 » | Inscrit               | 1994                | Château des Gringuenières                                      |
| Manoir des Alignés                                             | La Chapelle-d'Aligné          | Les Alignés                                  | 47° 45′ 37″ nord, 0° 15′ 03″ ouest | « PA00109703 » « IA72000176 » | Inscrit               | 1927                | Image manquante Téléverser                                     |
| Église Saint-Vincent de La Chartre-sur-le-Loir                 | La Chartre-sur-le-Loir        | Place de la Liberté                          | 47° 43′ 44″ nord, 0° 34′ 26″ est   | « PA72000035 »                | Inscrit               | 2007                | Image manquante Téléverser                                     |
| Prieuré de Château-l'Hermitage chapelle, cloître               | Château-l'Hermitage           | Rue Geoffroy-V-Plantagenêt                   | 47° 48′ 11″ nord, 0° 10′ 56″ est   | « PA00109706 »                | Inscrit Classé        | 1926 1964           | Prieuré de Château-l'Hermitagechapelle, cloître                |
| Abbaye d'Étival-en-Charnie                                     | Chemiré-en-Charnie            | Étival                                       | 48° 03′ 15″ nord, 0° 13′ 35″ ouest | « PA00109711 »                | Inscrit               | 1973                | Abbaye d'Étival-en-Charnie                                     |
| Château de Bellefille                                          | Chemiré-le-Gaudin             | Belle-Fille                                  | 47° 56′ 15″ nord, 0° 01′ 03″ ouest | « PA00109712 »                | Inscrit               | 1973                | Château de Bellefille                                          |
| Château de la Sauvagère portail                                | Chemiré-le-Gaudin             | La Sauvagère                                 | 47° 55′ 51″ nord, 0° 00′ 32″ ouest | « PA00109713 »                | Inscrit               | 1928                | Château de la Sauvagèreportail                                 |
| Croix d'Athenay                                                | Chemiré-le-Gaudin             | Athenay Près de l'église                     | 47° 57′ 02″ nord, 0° 01′ 07″ ouest | « PA00109714 »                | Inscrit               | 1928                | Croix d'Athenay                                                |
| Église Notre-Dame d'Athenay                                    | Chemiré-le-Gaudin             | Athenay                                      | 47° 57′ 02″ nord, 0° 01′ 06″ ouest | « PA00109715 »                | Inscrit               | 1988                | Église Notre-Dame d'Athenay                                    |
| Château du Paty                                                | Chenu                         | Le Paty                                      | 47° 36′ 40″ nord, 0° 20′ 07″ est   | « PA00109716 »                | Inscrit               | 1977                | Image manquante Téléverser                                     |
| Église Saint-Martin de Tours de Chenu                          | Chenu                         | Place de l'Église                            | 47° 36′ 46″ nord, 0° 20′ 18″ est   | « PA00109717 »                | Classé                | 1963                | Église Saint-Martin de Tours de Chenu                          |
| Grange dîmière de la Merrie                                    | Chenu                         | 2-4 rue Principale                           | 47° 36′ 47″ nord, 0° 20′ 13″ est   | « PA00125651 »                | Classé                | 1993                | Grange dîmière de la Merrie                                    |
| Église Notre-Dame de Chevillé                                  | Chevillé                      | Rue de la Cavalcade Rue du Prieuré           | 47° 56′ 54″ nord, 0° 13′ 25″ ouest | « PA00109721 »                | Classé                | 1912                | Église Notre-Dame de Chevillé                                  |
| Logis de Biard et sa grange                                    | Chevillé                      | Biard                                        | 47° 56′ 58″ nord, 0° 12′ 23″ ouest | « PA72000046 »                | Inscrit               | 2014                | Image manquante Téléverser                                     |
| Château de Créans                                              | Clermont-Créans               | Créans                                       | 47° 42′ 09″ nord, 0° 00′ 58″ ouest | « PA00109722 » « IA72000194 » | Classé                | 1905                | Château de Créans                                              |
| Château de Coulans                                             | Coulans-sur-Gée               | Le Château de Coulans                        | 48° 00′ 51″ nord, 0° 01′ 35″ est   | « PA00109727 »                | Inscrit               | 1980                | Château de Coulans                                             |
| Église Saint-Lubin de Coulongé                                 | Coulongé                      | Place de l'Église                            | 47° 41′ 24″ nord, 0° 12′ 10″ est   | « PA00109728 »                | Inscrit Classé        | 1926 1964           | Église Saint-Lubin de Coulongé                                 |
| Église Saint-Jean de Courcelles-la-Forêt tombeau attenant      | Courcelles-la-Forêt           | Place de l'Église                            | 47° 47′ 03″ nord, 0° 01′ 02″ ouest | « PA00109729 »                | Inscrit               | 1929                | Église Saint-Jean de Courcelles-la-Forêttombeau attenant       |
| Église Notre-Dame de Courdemanche crypte                       | Courdemanche                  | 2 rue de l'Église                            | 47° 48′ 54″ nord, 0° 33′ 42″ est   | « PA72000019 »                | Inscrit               | 2002                | Église Notre-Dame de Courdemanchecrypte                        |
| Église Saint-Jean-Baptiste de Courtillers                      | Courtillers                   | C.V.O. 1                                     | 47° 47′ 59″ nord, 0° 18′ 09″ ouest | « PA00109731 » « IA00058164 » | Inscrit               | 1973                | Église Saint-Jean-Baptiste de Courtillers                      |
| Chapelle Notre-Dame-de-Pitié-Dieu                              | Crannes-en-Champagne          |                                              | 47° 58′ 49″ nord, 0° 02′ 51″ ouest | « PA72000054 »                | Inscrit               | 2017                | Chapelle Notre-Dame-de-Pitié-Dieu                              |
| Château de la Bouillerie                                       | Crosmières                    |                                              | 47° 43′ 41″ nord, 0° 10′ 01″ ouest | « PA72000053 »                | Inscrit               | 1er juin 2017       | Image manquante Téléverser                                     |
| Maison de Malicorne                                            | Crosmières                    | 1 ruelle de Malicorne                        | 47° 44′ 47″ nord, 0° 09′ 05″ ouest | « PA00109732 »                | Inscrit               | 1978                | Image manquante Téléverser                                     |
| Église Saint-Jean de Dissay-sous-Courcillon                    | Dissay-sous-Courcillon        | Place de l'Église                            | 47° 39′ 49″ nord, 0° 28′ 22″ est   | « PA00109735 »                | Inscrit               | 1927                | Église Saint-Jean de Dissay-sous-Courcillon                    |
| Menhir de Haute-Crane                                          | Dissay-sous-Courcillon        | Haute-Crane                                  | 47° 39′ 33″ nord, 0° 31′ 21″ est   | « PA00109737 »                | Inscrit               | 1984                | Menhir de Haute-Crane                                          |
| Menhir de la Pierre Levée                                      | Dissay-sous-Courcillon        | C.R. 36                                      | 47° 40′ 30″ nord, 0° 29′ 04″ est   | « PA00109738 »                | Classé                | 1982                | Menhir de la Pierre Levée                                      |
| Menhir de La Serpinerie                                        | Dissay-sous-Courcillon        | La Serpinerie                                | 47° 41′ 06″ nord, 0° 29′ 22″ est   | « PA00109736 »                | Classé                | 1982                | Menhir de La Serpinerie                                        |
| Prieuré de Dissay-sous-Courcillon                              | Dissay-sous-Courcillon        | 1 rue de la Gare                             | 47° 39′ 50″ nord, 0° 28′ 20″ est   | « PA00109739 »                | Inscrit               | 1984                | Prieuré de Dissay-sous-Courcillon                              |
| Église Saint-Fraimbault-et-Saint-Antoine d'Épineu-le-Chevreuil | Épineu-le-Chevreuil           | Place Ernest-Langlais                        | 48° 02′ 16″ nord, 0° 06′ 56″ ouest | « PA72000010 »                | Inscrit               | 1998                | Église Saint-Fraimbault-et-Saint-Antoine d'Épineu-le-Chevreuil |
| Château de Vaulogé                                             | Fercé-sur-Sarthe              | Vaulogé                                      | 47° 53′ 32″ nord, 0° 02′ 57″ ouest | « PA00109749 »                | Inscrit               | 1992                | Image manquante Téléverser                                     |
| Château du Gros Chesnay                                        | Fillé                         | Le Gros Chesnay                              | 47° 53′ 39″ nord, 0° 06′ 38″ est   | « PA72000026 »                | Inscrit               | 2003                | Château du Gros Chesnay                                        |
| Chapelle Notre-Dame des Vertus                                 | La Flèche                     | Impasse des Vertus                           | 47° 41′ 59″ nord, 0° 05′ 16″ ouest | « PA00109758 » « IA72000010 » | Inscrit               | 1934                | Chapelle Notre-Dame des Vertus                                 |
| Église Sainte-Colombe de La Flèche                             | La Flèche                     | Sainte-Colombe                               | 47° 41′ 32″ nord, 0° 03′ 56″ ouest | « PA72000036 » « IA72000125 » | Inscrit               | 2007                | Église Sainte-Colombe de La Flèche                             |
| Prytanée national militaire porche, église Saint-Louis         | La Flèche                     | 22 rue du Collège                            | 47° 42′ 01″ nord, 0° 04′ 33″ ouest | « PA00109763 » « IA72000141 » | Classé Inscrit        | 1919 1933 1994      | Prytanée national militaireporche, église Saint-Louis          |
| Halle de la Flèche actuel théâtre                              | La Flèche                     | 2 rue de la Dauversière                      | 47° 42′ 01″ nord, 0° 04′ 22″ ouest | « PA00109759 » « IA72000121 » | Inscrit               | 1987                | Halle de la Flècheactuel théâtre                               |
| Hôtel Huger de Vernelles                                       | La Flèche                     | 10 rue de Vernevelle                         | 47° 42′ 01″ nord, 0° 04′ 18″ ouest | « PA00109760 » « IA72000058 » | Classé                | 1987                | Hôtel Huger de Vernelles                                       |
| Monastère de la Visitation                                     | La Flèche                     | 1 rue Henri-Dunant                           | 47° 42′ 07″ nord, 0° 04′ 01″ ouest | « PA00109761 » « IA72000003 » | Inscrit               | 1985                | Monastère de la Visitation                                     |
| Pavillon carré                                                 | La Flèche                     | 17 rue Grollier                              | 47° 41′ 57″ nord, 0° 04′ 24″ ouest | « PA00109762 » « IA72000034 » | Inscrit               | 1926                | Image manquante Téléverser                                     |
| Chapelle Sainte-Cécile de Flée                                 | Flée                          | Sainte-Cécile                                | 47° 42′ 37″ nord, 0° 28′ 30″ est   | « PA00109764 »                | Classé                | 1984                | Chapelle Sainte-Cécile de Flée                                 |
| Château du Maurier                                             | La Fontaine-Saint-Martin      | 11 rue du Château                            | 47° 47′ 21″ nord, 0° 03′ 04″ est   | « PA00110012 »                | Inscrit               | 1992                | Château du Maurier                                             |
| Logis de Fontenay                                              | Fontenay-sur-Vègre            | Le Logis                                     | 47° 54′ 09″ nord, 0° 13′ 28″ ouest | « PA00109765 »                | Inscrit               | 1926 1995           | Image manquante Téléverser                                     |
| Château de Lucé                                                | Le Grand-Lucé                 | Place du Château                             | 47° 51′ 51″ nord, 0° 28′ 07″ est   | « PA00109770 »                | Inscrit               | 1998                | Château de Lucé                                                |
| Hôtel Bléteau mairie du Grand-Lucé                             | Le Grand-Lucé                 | 8 rue de l'Hôtel-de-Ville                    | 47° 51′ 56″ nord, 0° 28′ 04″ est   | « PA00125653 »                | Inscrit               | 1993                | Hôtel Bléteaumairie du Grand-Lucé                              |
| Chapelle Saint-Maximin de Montreuil                            | Joué-en-Charnie               | Montreuil                                    | 48° 00′ 57″ nord, 0° 10′ 29″ ouest | « PA72000056 »                | Inscrit               | 21 juin 2018        | Chapelle Saint-Maximin de Montreuil                            |
| Manoir de Beaumont                                             | Joué-en-Charnie               | Beaumont                                     | 48° 01′ 42″ nord, 0° 11′ 43″ ouest | « PA00109771 »                | Inscrit               | 1980                | Manoir de Beaumont                                             |
| Église Saint-Martin de Juigné-sur-Sarthe                       | Juigné-sur-Sarthe             | Haute Rue                                    | 47° 51′ 34″ nord, 0° 17′ 15″ ouest | « PA00109772 » « IA00058179 » | Inscrit               | 1981                | Église Saint-Martin de Juigné-sur-Sarthe                       |
| Manoir de Vrigné                                               | Juigné-sur-Sarthe             | Vrigné                                       | 47° 51′ 38″ nord, 0° 16′ 22″ ouest | « PA00109773 » « IA00058185 » | Classé                | 1989                | Manoir de Vrigné                                               |
| Dolmen de Lhomme                                               | Lhomme                        | Maupertuis                                   | 47° 46′ 07″ nord, 0° 35′ 11″ est   | « PA00109776 »                | Inscrit               | 1984                | Dolmen de Lhomme                                               |
| Château de Poncé                                               | Loir-en-Vallée                | 8 rue des Coteaux Poncé-sur-le-Loir          | 47° 45′ 45″ nord, 0° 39′ 32″ est   | « PA00109911 »                | Classé Inscrit Classé | 1928 1989 1996 1999 | Château de Poncé                                               |
| Église Saint-Blaise de La Chapelle-Gaugain                     | Loir-en-Vallée                | Place Charles Didierjean La Chapelle-Gaugain | 47° 47′ 56″ nord, 0° 40′ 44″ est   | « PA72000059 »                | Inscrit               | 3 juillet 2020      | Image manquante Téléverser                                     |
| Église Saint-Julien de Lavenay                                 | Loir-en-Vallée                | Rue de l'Église Lavenay                      | 47° 47′ 26″ nord, 0° 42′ 08″ est   | « PA72000060 »                | Inscrit               | 3 juillet 2020      | Église Saint-Julien de Lavenay                                 |
| Église Saint-Julien de Poncé-sur-le-Loir                       | Loir-en-Vallée                | 7-9 chemin de l'Église Poncé-sur-le-Loir     | 47° 45′ 47″ nord, 0° 39′ 28″ est   | « PA00109912 »                | Classé                | 1891                | Église Saint-Julien de Poncé-sur-le-Loir                       |
| Église Saint-Pierre-et-Saint-Paul de Ruillé-sur-Loir           | Loir-en-Vallée                | 12-14 rue de l'Abbé Dujarié Ruillé-sur-Loir  | 47° 45′ 06″ nord, 0° 37′ 14″ est   | « PA72000014 »                | Inscrit               | 1999                | Église Saint-Pierre-et-Saint-Paul de Ruillé-sur-Loir           |
| Manoir de l'Aurière pavillon                                   | Loir-en-Vallée                | L'Aurière Ruillé-sur-Loir                    | 47° 44′ 20″ nord, 0° 36′ 09″ est   | « PA00109923 »                | Inscrit               | 1983                | Image manquante Téléverser                                     |
| Château de Coulennes                                           | Loué                          | Coulennes                                    | 48° 00′ 35″ nord, 0° 07′ 47″ ouest | « PA00109779 »                | Inscrit               | 1977                | Image manquante Téléverser                                     |
| Château de Villaines                                           | Louplande                     | Ferme de Villaines                           | 47° 55′ 38″ nord, 0° 00′ 59″ est   | « PA00109780 »                | Inscrit               | 1984                | Château de Villaines                                           |
| Château de la Grifferie                                        | Luché-Pringé                  | La Grifferie                                 | 47° 40′ 40″ nord, 0° 09′ 19″ est   | « PA00109781 »                | Inscrit               | 1976                | Château de la Grifferie                                        |
| Église Notre-Dame-de-l'Assomption de Pringé                    | Luché-Pringé                  | 3 rue de l'Église                            | 47° 42′ 44″ nord, 0° 02′ 52″ est   | « PA00109783 »                | Classé                | 1975                | Église Notre-Dame-de-l'Assomption de Pringé                    |
| Église Saint-Martin de Luché                                   | Luché-Pringé                  | Place de l'Église                            | 47° 42′ 10″ nord, 0° 04′ 32″ est   | « PA00109782 »                | Classé                | 1913                | Église Saint-Martin de Luché                                   |
| Maison du XVIe siècle                                          | Luché-Pringé                  | À proximité de la mairie                     | 47° 42′ 14″ nord, 0° 04′ 34″ est   | « PA00109784 »                | Inscrit               | 1926                | Maison du XVIe siècle                                          |
| Manoir de Venevelles                                           | Luché-Pringé                  | Venevelles                                   | 47° 43′ 03″ nord, 0° 06′ 33″ est   | « PA00109785 »                | Inscrit               | 1963                | Manoir de Venevelles                                           |
| Moulin de Mervé                                                | Luché-Pringé                  | Mervé                                        | 47° 41′ 50″ nord, 0° 03′ 46″ est   | « PA00109786 »                | Inscrit               | 1927                | Moulin de Mervé                                                |
| Prieuré de Luché-Pringé                                        | Luché-Pringé                  | 7 rue de la Poste                            | 47° 42′ 10″ nord, 0° 04′ 30″ est   | « PA00109787 »                | Inscrit               | 1978                | Prieuré de Luché-Pringé                                        |
| Château de Lorrière                                            | Le Lude                       | Lorrière Dissé-sous-le-Lude                  | 47° 35′ 14″ nord, 0° 08′ 35″ est   | « PA72000018 »                | Inscrit               | 2001                | Château de Lorrière                                            |
| Château du Lude                                                | Le Lude                       | Le Château                                   | 47° 38′ 51″ nord, 0° 09′ 32″ est   | « PA00109788 »                | Classé Inscrit Classé | 1928 1992 2012 2022 | Château du Lude                                                |
| Maison des Architectes                                         | Le Lude                       | 3 rue du Marché-au-Fil                       | 47° 38′ 51″ nord, 0° 09′ 29″ est   | « PA00109789 »                | Inscrit               | 1932                | Maison des Architectes                                         |
| Pavillon de Malidor                                            | Le Lude                       | Malidor                                      | 47° 38′ 52″ nord, 0° 10′ 30″ est   | « PA00109790 »                | Inscrit               | 1973                | Pavillon de Malidor                                            |
| Jumenterie du haras de Malidor                                 | Le Lude                       | Malidor                                      | 47° 38′ 45″ nord, 0° 10′ 14″ est   | « PA72000061 »                | Inscrit               | 2020                | Image manquante Téléverser                                     |
| Manoir de la Seigneurie                                        | Maigné                        | 8 rue de l'Église                            | 47° 56′ 13″ nord, 0° 03′ 13″ ouest | « PA00109791 »                | Inscrit               | 1928                | Image manquante Téléverser                                     |
| Château de Malicorne-sur-Sarthe                                | Malicorne-sur-Sarthe          | Le Château                                   | 47° 48′ 48″ nord, 0° 05′ 26″ ouest | « PA00109792 »                | Inscrit               | 1986                | Château de Malicorne-sur-Sarthe                                |
| Église Saint-Sylvestre de Malicorne-sur-Sarthe                 | Malicorne-sur-Sarthe          | Place de l'Église                            | 47° 48′ 53″ nord, 0° 05′ 17″ ouest | « PA00109793 »                | Classé                | 1984                | Église Saint-Sylvestre de Malicorne-sur-Sarthe                 |
| Église Saint-Martin de Mansigné                                | Mansigné                      | 2 place de la Mairie                         | 47° 44′ 52″ nord, 0° 08′ 04″ est   | « PA00109875 »                | Inscrit               | 1926                | Église Saint-Martin de Mansigné                                |
| Château de la Marcellière communs                              | Marçon                        | La Marseillière                              | 47° 41′ 50″ nord, 0° 33′ 35″ est   | « PA00109876 »                | Inscrit               | 1985                | Image manquante Téléverser                                     |
| Église Notre-Dame de Marçon                                    | Marçon                        | Place de l'Église                            | 47° 42′ 38″ nord, 0° 30′ 34″ est   | « PA00109877 »                | Inscrit               | 1927                | Église Notre-Dame de Marçon                                    |
| Restaurant scolaire de Marçon                                  | Marçon                        | 1-3 place de l'Église                        | 47° 42′ 39″ nord, 0° 30′ 31″ est   | « PA72000022 »                | Inscrit               | 2002                | Restaurant scolaire de Marçon                                  |
| Château du Fort-des-Salles poterne, tour                       | Mayet                         | Château du Fort-des-Salles                   | 47° 45′ 31″ nord, 0° 17′ 28″ est   | « PA00109880 »                | Inscrit Classé        | 1927 1984           | Château du Fort-des-Sallespoterne, tour                        |
| Château de Montreuil-le-Henri                                  | Montreuil-le-Henri            | Place Sainte-Anne Rue du Prieuré             | 47° 52′ 00″ nord, 0° 33′ 58″ est   | « PA00109886 »                | Inscrit               | 1986                | Château de Montreuil-le-Henri                                  |
| Église Saint-Guingalois de Château-du-Loir crypte, sacristie   | Montval-sur-Loir              | Place Lemonnier Rue Gendron Château-du-Loir  | 47° 41′ 38″ nord, 0° 25′ 07″ est   | « PA00109707 »                | Inscrit               | 1967                | Église Saint-Guingalois de Château-du-Loircrypte, sacristie    |
| Hôtel Guillot de la Poterie                                    | Montval-sur-Loir              | 49 rue Saint-Martin Château-du-Loir          | 47° 41′ 29″ nord, 0° 25′ 17″ est   | « PA00109708 »                | Inscrit               | 1968                | Hôtel Guillot de la Poterie                                    |
| Hôtel Maillard                                                 | Montval-sur-Loir              | 3 rue Jahard Château-du-Loir                 | 47° 41′ 49″ nord, 0° 25′ 02″ est   | « PA72000005 »                | Inscrit               | 1997                | Image manquante Téléverser                                     |
| Logis Graslin                                                  | Montval-sur-Loir              | 1 rue Léon-Loiseau Château-du-Loir           | 47° 41′ 43″ nord, 0° 25′ 10″ est   | « PA00109709 »                | Inscrit               | 1971                | Image manquante Téléverser                                     |
| Manoir de Riablay                                              | Montval-sur-Loir              | 14B rue des Gabônes Château-du-Loir          | 47° 41′ 55″ nord, 0° 25′ 33″ est   | « PA00109710 »                | Inscrit               | 1966                | Image manquante Téléverser                                     |
| Rotonde ferroviaire de Montabon                                | Montval-sur-Loir              | La Gare Montabon                             | 47° 40′ 56″ nord, 0° 24′ 38″ est   | « PA72000042 »                | Inscrit               | 2010                | Rotonde ferroviaire de Montabon                                |
| Ferme de la Petite-Voisine                                     | Noyen-sur-Sarthe              | Voisine                                      | 47° 51′ 19″ nord, 0° 06′ 35″ ouest | « PA00109892 »                | Inscrit               | 1984                | Ferme de la Petite-Voisine                                     |
| Église Saint-Hilaire d'Oizé                                    | Oizé                          | Place Marin-Mersenne                         | 47° 48′ 37″ nord, 0° 06′ 15″ est   | « PA00110000 »                | Classé                | 1994                | Église Saint-Hilaire d'Oizé                                    |
| Prieuré Sainte-Marie-Madeleine d'Oizé                          | Oizé                          | 6 rue du Prieuré                             | 47° 48′ 36″ nord, 0° 06′ 21″ est   | « PA00110001 »                | Inscrit               | 1989                | Prieuré Sainte-Marie-Madeleine d'Oizé                          |
| Calvaire de Parcé-sur-Sarthe                                   | Parcé-sur-Sarthe              | Rue Basse Rue de la Motte                    | 47° 50′ 23″ nord, 0° 11′ 52″ ouest | « PA00109897 » « IA00058274 » | Inscrit               | 1978                | Calvaire de Parcé-sur-Sarthe                                   |
| Manoir de Rousson                                              | Parcé-sur-Sarthe              | Rousson                                      | 47° 49′ 43″ nord, 0° 11′ 14″ ouest | « PA00109898 » « IA00058249 » | Inscrit               | 1984                | Manoir de Rousson                                              |
| Tour Saint-Pierre                                              | Parcé-sur-Sarthe              | Place de la République                       | 47° 50′ 36″ nord, 0° 11′ 57″ ouest | « PA00109899 » « IA00058240 » | Inscrit               | 1963                | Tour Saint-Pierre                                              |
| Château de Montertreau et parc                                 | Parigné-le-Pôlin              | Montertreau                                  | 47° 50′ 51″ nord, 0° 07′ 49″ est   | « PA72000045 »                | Inscrit Classé        | 2011 2012           | Château de Montertreau et parc                                 |
| Château des Perrais                                            | Parigné-le-Pôlin              | Les Perrais                                  | 47° 50′ 53″ nord, 0° 06′ 36″ est   | « PA00109900 »                | Inscrit               | 1984                | Château des Perrais                                            |
| Pierre couverte                                                | Parigné-le-Pôlin              | R 21 R 23                                    | 47° 51′ 30″ nord, 0° 05′ 33″ est   | « PA00109901 »                | Classé                | 1982                | Pierre couverte                                                |
| Église Saint-Aubin de Pincé                                    | Pincé                         | 10-12 rue Saint-Aubin                        | 47° 47′ 42″ nord, 0° 22′ 51″ ouest | « PA72000028 » « IA00058281 » | Inscrit               | 2003                | Église Saint-Aubin de Pincé                                    |
| Château de la Balluère                                         | Pirmil                        | La Balluère                                  | 47° 53′ 55″ nord, 0° 06′ 27″ ouest | « PA00109905 »                | Classé Inscrit        | 1984                | Château de la Balluère                                         |
| Église Saint-Jouin de Pirmil                                   | Pirmil                        | Place Saint-Jouin                            | 47° 54′ 44″ nord, 0° 05′ 50″ ouest | « PA00109906 »                | Classé                | 1912                | Église Saint-Jouin de Pirmil                                   |
| Château de Verdelles                                           | Poillé-sur-Vègre              | Verdelles                                    | 47° 54′ 01″ nord, 0° 14′ 50″ ouest | « PA00109908 »                | Classé                | 1922                | Château de Verdelles                                           |
| Maison cheminée                                                | Poillé-sur-Vègre              |                                              | 47° 55′ 08″ nord, 0° 15′ 56″ ouest | « PA00109909 »                | Inscrit               | 1928                | Image manquante Téléverser                                     |
| Manoir de Poillé-sur-Vègre                                     | Poillé-sur-Vègre              |                                              | 47° 55′ 05″ nord, 0° 15′ 42″ ouest | « PA00109910 »                | Inscrit               | 1928                | Image manquante Téléverser                                     |
| Abbaye du Perray-Neuf                                          | Précigné                      | Le Perray                                    | 47° 47′ 08″ nord, 0° 19′ 14″ ouest | « PA00109913 » « IA00058455 » | Classé Inscrit        | 1983                | Abbaye du Perray-Neuf                                          |
| Église Saint-Pierre de Précigné                                | Précigné                      | Place Saint-Pierre                           | 47° 45′ 59″ nord, 0° 19′ 29″ ouest | « PA00109914 » « IA00058453 » | Inscrit               | 1926                | Église Saint-Pierre de Précigné                                |
| Logis du Plessis-Roland                                        | Précigné                      | Le Plessis-Roland                            | 47° 44′ 25″ nord, 0° 20′ 17″ ouest | « PA72000039 » « IA00058466 » | Inscrit               | 2008                | Image manquante Téléverser                                     |
| Château de la Roche-Mailly                                     | Requeil                       | Roche Mailly                                 | 47° 47′ 20″ nord, 0° 10′ 32″ est   | « PA00109917 »                | Inscrit               | 1975                | Château de la Roche-Mailly                                     |
| Église Saint-Pierre de Requeil                                 | Requeil                       | Rue Charles-de-Gaulle Rue Pasteur            | 47° 47′ 06″ nord, 0° 09′ 43″ est   | « PA00109918 »                | Inscrit               | 1926 (annulé) 2012  | Église Saint-Pierre de Requeil                                 |
| Manoir de la Beunêche                                          | Roézé-sur-Sarthe              | La Beunêche                                  | 47° 52′ 46″ nord, 0° 06′ 16″ est   | « PA00109919 »                | Classé                | 1950                | Image manquante Téléverser                                     |
| Château de Sablé                                               | Sablé-sur-Sarthe              | Impasse du Château                           | 47° 50′ 17″ nord, 0° 19′ 58″ ouest | « PA00109924 » « IA00058554 » | Inscrit Classé        | 1983                | Château de Sablé                                               |
| Manoir de Gautret                                              | Sablé-sur-Sarthe              | Gautret                                      | 47° 52′ 03″ nord, 0° 20′ 55″ ouest | « PA00109925 » « IA00058528 » | Inscrit               | 1996                | Manoir de Gautret                                              |
| Tour des remparts                                              | Sablé-sur-Sarthe              | 15 rue des Juifs                             | 47° 50′ 23″ nord, 0° 20′ 11″ ouest | « PA00109926 »                | Inscrit               | 1970                | Tour des remparts                                              |
| Église Saint-Christophe de Saint-Christophe-en-Champagne       | Saint-Christophe-en-Champagne | Place de l'Église                            | 47° 58′ 02″ nord, 0° 08′ 14″ ouest | « PA00109935 »                | Classé                | 1997                | Église Saint-Christophe de Saint-Christophe-en-Champagne       |
| Logis de la Maçonnière                                         | Saint-Christophe-en-Champagne | Château de la Maçonnière                     | 47° 58′ 01″ nord, 0° 08′ 27″ ouest | « PA00109937 »                | Inscrit               | 1988                | Image manquante Téléverser                                     |
| Chapelle Saint-Fraimbault de Saint-Georges-de-la-Couée         | Saint-Georges-de-la-Couée     | Saint-Fraimbault                             | 47° 48′ 39″ nord, 0° 34′ 54″ est   | « PA00109938 »                | Inscrit               | 1971                | Chapelle Saint-Fraimbault de Saint-Georges-de-la-Couée         |
| Église Saint-Georges de Saint-Georges-de-la-Couée              | Saint-Georges-de-la-Couée     | Place de l'Église                            | 47° 50′ 30″ nord, 0° 34′ 58″ est   | « PA00109939 »                | Classé                | 1968                | Église Saint-Georges de Saint-Georges-de-la-Couée              |
| Dolmen d'Amenon                                                | Saint-Germain-d'Arcé          | La Pièce de la Ronce                         | 47° 38′ 12″ nord, 0° 15′ 12″ est   | « PA00109941 »                | Classé                | 1976                | Dolmen d'Amenon                                                |
| Église Saint-Jean-Baptiste de Saint-Jean-de-la-Motte           | Saint-Jean-de-la-Motte        | Rue de l'Église                              | 47° 44′ 38″ nord, 0° 03′ 24″ est   | « PA00109946 »                | Inscrit               | 1927                | Église Saint-Jean-Baptiste de Saint-Jean-de-la-Motte           |
| Presbytère de Saint-Pierre-de-Chevillé                         | Saint-Pierre-de-Chevillé      | 1 place de l'Église                          | 47° 38′ 47″ nord, 0° 26′ 23″ est   | « PA00109953 »                | Inscrit               | 1926                | Presbytère de Saint-Pierre-de-Chevillé                         |
| Église Saint-Pierre de Saint-Pierre-du-Lorouër portail         | Saint-Pierre-du-Lorouër       | Rue de la Veuve Rue de la Fontaine           | 47° 48′ 21″ nord, 0° 31′ 22″ est   | « PA00109954 »                | Inscrit               | 1926                | Église Saint-Pierre de Saint-Pierre-du-Lorouërportail          |
| Manoir du Follet                                               | Saint-Pierre-du-Lorouër       | Follet                                       | 47° 48′ 28″ nord, 0° 30′ 47″ est   | « PA00109955 »                | Inscrit               | 1928                | Manoir du Follet                                               |
| Château des Étangs                                             | Saint-Vincent-du-Lorouër      | Les Étangs                                   | 47° 48′ 23″ nord, 0° 27′ 57″ est   | « PA00109963 »                | Inscrit               | 1988                | Image manquante Téléverser                                     |
| Église Saint-Vincent de Saint-Vincent-du-Lorouër               | Saint-Vincent-du-Lorouër      | Place du 8-Mai-1945                          | 47° 49′ 31″ nord, 0° 29′ 25″ est   | « PA72000008 »                | Inscrit               | 1997                | Église Saint-Vincent de Saint-Vincent-du-Lorouër               |
| Église Saint-Martin de Sarcé                                   | Sarcé                         | Place de la Mairie                           | 47° 43′ 17″ nord, 0° 13′ 15″ est   | « PA00109964 »                | Inscrit               | 1974                | Église Saint-Martin de Sarcé                                   |
| Manoir de Sarceau                                              | Sarcé                         | Sarceau                                      | 47° 43′ 42″ nord, 0° 13′ 50″ est   | « PA00109965 »                | Inscrit               | 1989                | Manoir de Sarceau                                              |
| Abbaye Saint-Pierre de Solesmes église                         | Solesmes                      | Place Dom-Guéranger                          | 47° 51′ 08″ nord, 0° 18′ 11″ ouest | « PA00109972 » « IA00058568 » | Classé                | 1875                | Abbaye Saint-Pierre de Solesmeséglise                          |
| Chapelle Saint-Jean-Baptiste de Flacé                          | Souligné-Flacé                | Flacé                                        | 47° 57′ 28″ nord, 0° 00′ 34″ est   | « PA00109974 »                | Classé                | 1946                | Chapelle Saint-Jean-Baptiste de Flacé                          |
| Chapelle Saint-Jean-Baptiste                                   | Thorée-les-Pins               | La Commanderie                               | 47° 40′ 59″ nord, 0° 02′ 00″ est   | « PA72000049 »                | Inscrit               | 2015                | Image manquante Téléverser                                     |
| Château du Petit-Perray                                        | Vaas                          | Le Petit-Perray                              | 47° 39′ 21″ nord, 0° 19′ 17″ est   | « PA00125655 »                | Inscrit               | 1993                | Château du Petit-Perray                                        |
| Dolmen de la Pierre couverte                                   | Vaas                          | La Pierre Couverte                           | 47° 41′ 46″ nord, 0° 19′ 35″ est   | « PA00109981 »                | Inscrit               | 1984                | Dolmen de la Pierre couverte                                   |
| Église Notre-Dame de Vaas                                      | Vaas                          | 29-35 rue Léopold-Beauté                     | 47° 40′ 04″ nord, 0° 18′ 50″ est   | « PA00109982 »                | Inscrit               | 1926                | Église Notre-Dame de Vaas                                      |
| Château de Chanteloup                                          | Vallon-sur-Gée                | Chanteloup                                   | 47° 58′ 08″ nord, 0° 06′ 37″ ouest | « PA00110005 »                | Inscrit               | 1990                | Château de Chanteloup                                          |
| Église Saint-Pierre de Vallon-sur-Gée                          | Vallon-sur-Gée                | Rue de l'Église Rue de Paris                 | 47° 57′ 46″ nord, 0° 03′ 53″ ouest | « PA00109983 »                | Classé                | 1932                | Église Saint-Pierre de Vallon-sur-Gée                          |
| Manoir du Petit-Béru                                           | Vallon-sur-Gée                | Le Petit Béru                                | 47° 58′ 24″ nord, 0° 04′ 31″ ouest | « PA00109984 »                | Classé Inscrit        | 1976                | Manoir du Petit-Béru                                           |
| Manoir de Guiberne                                             | Vallon-sur-Gée                | Guiberne                                     | 47° 57′ 36″ nord, 0° 05′ 23″ ouest | « PA72000044 »                | Inscrit               | 2011                | Manoir de Guiberne                                             |
| Château de Viré                                                | Viré-en-Champagne             | Le Château                                   | 47° 58′ 40″ nord, 0° 17′ 49″ ouest | « PA00110003 »                | Inscrit Classé        | 1989 1991           | Château de Viré                                                |